# Iao Theater
Lo Iao Theater è un teatro in stile mission spagnola aperto nel 1928 nella città di Wailuku, sull'isola di Maui, nelle Hawaii. Fu usato per spettacoli cinematografici e vaudeville fino a quando non cadde in rovina negli anni ottanta. Parzialmente ristrutturato dalla contea di Maui, è diventato sede della Maui OnStage, un'organizzazione teatrale dell'isola.

## Storia
Nel dicembre 1927 Manuel Gomes Paschoal e H.B. Weller avviarono i lavori per la costruzione del nuovo teatro in Market Street, nel centro della cittadina, su progetto dell'architetto Edward Walsh. Dopo quasi 9 mesi e 40.000 dollari di spese, lo Iao Theater aprì i battenti il 22 agosto 1928 con uno spettacolo di una compagnia di artisti locali e la proiezione notturna di Sporting Goods con Richard Dix.
Il locale era uno dei numerosi teatri di Wailuku e prese il nome da un piccolo pesce chiamato ʿiao. Oltre alla proiezione di film, lo Iao Theater ospitò anche spettacoli dal vivo: fra gli artisti più noti che vi si esibirono vanno ricordati Bob Hope, Betty Hutton e Frank Sinatra per gli show USO durante la seconda guerra mondiale, ma anche celebrità locali come la superstar della musica hawaiana Kealiʻi Reichel o la cantante e cantautrice Amy Hanaialiʻi Gilliom tennero i loro concerti all'Iao. Tra i film, invece, si possono ricordare: nel 1930 Rio Rita, il primo sonoro che vi fu proiettato; nel 1953 la prima hawaiana, alla presenza di Frank Sinatra, del pluripremiato Da qui all'eternità, girato nella vicina isola di Oahu; nel 1973 il film pornografico Gola profonda, per la cui proiezione il gestore del teatro venne arrestato. Un punto di ristoro, allestito appena fuori dell'ingresso principale del teatro e denominato Harry's Sweets, venne gestito da Harry Kaya per oltre quarant'anni, dal 1930 fino alla metà degli anni settanta.
All'inizio degli anni ottanta, dopo la chiusura del teatro fatiscente, su di esso iniziò ad incombere la minaccia della demolizione da parte della proprietà, intenzionata a convertirlo in un più redditizio centro commerciale o in un palazzo per uffici. Nel 1984, però, il Maui Community Theater affittò lo Iao per 200 dollari al mese dopo aver perso in un incendio il proprio teatro nella zona fieristica di Kahului e, a novembre, vi produsse H.M.S. Pinafore della coppia Gilbert e Sullivan. Gli sforzi della comunità, capeggiata dalla Wailuku Mainstreet Association, per valorizzare la città e salvare il teatro si concretizzarono nel luglio 1993, quando la contea di Maui acquistò lo Iao dalla famiglia Lyons per 882.000 dollari e successivamente ne spese altri 1,8 milioni per la sua parziale ristrutturazione (1995-1996). L'Hawaii State Register of Historic Places censì l'edificio in Market Street come la più antica sede teatrale delle Hawaii il 24 giugno 1994, mentre il Dipartimento degli Interni americano lo inserì nel National Register of Historic Places il 9 febbraio 1995.

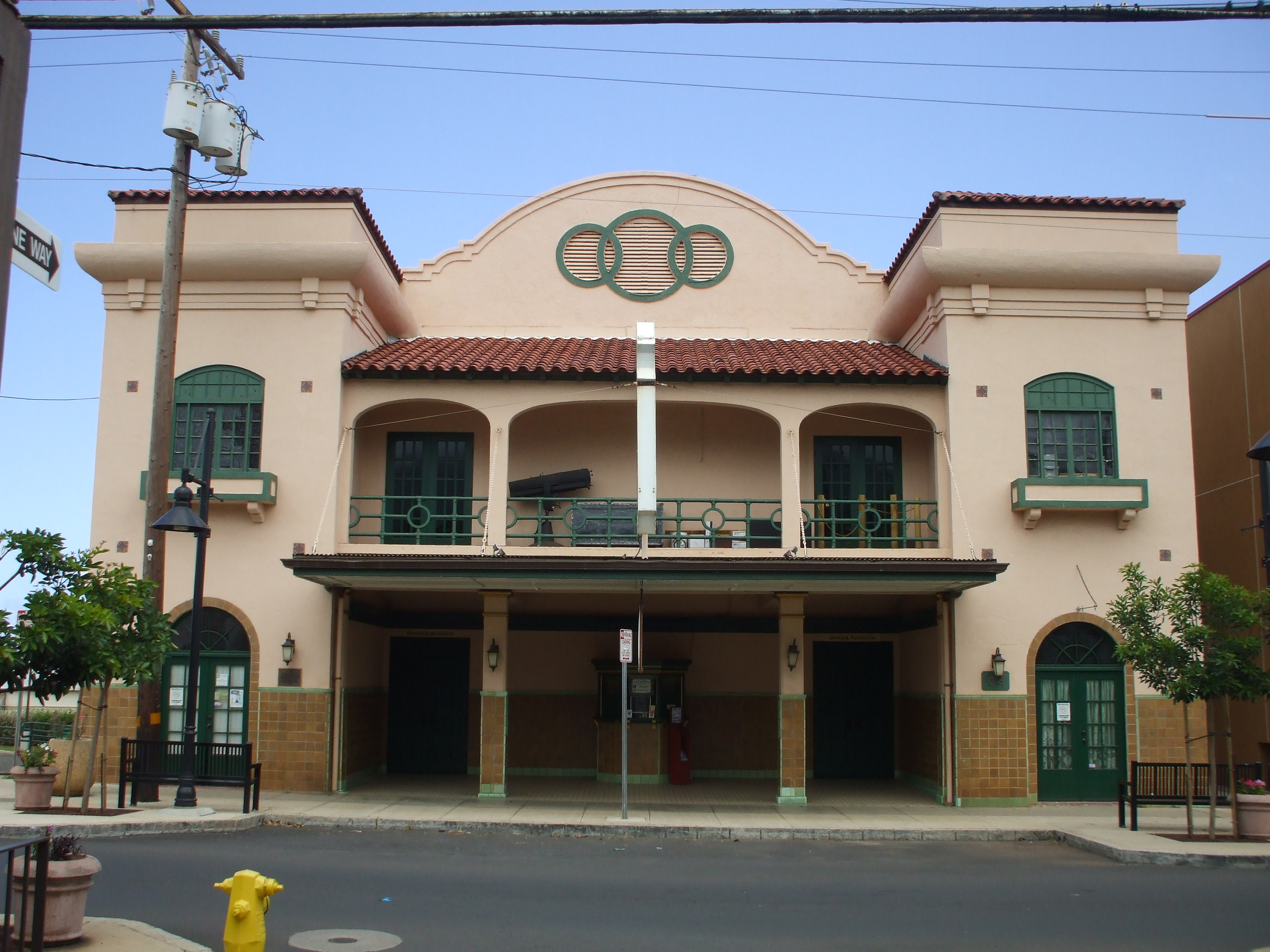
La facciata dello Iao Theater (marzo 2010).

## Uso moderno
A partire dal 2002 il Maui Community Theater, un'organizzazione di compagnie teatrali fra le più antiche e costantemente attive in America, ha assunto la denominazione di Maui OnStage mantenendo la propria sede nello Iao Theater, che in quasi trent'anni è stato utilizzato con svariate funzioni ospitando spettacoli e musical in stile Broadway, film, concerti, stand-up comedy, corsi di teatro, conferenze, mostre ed altri eventi sociali. La struttura ha comunque accolto le attività di vari altri gruppi o associazioni culturali (come la Maui Academy of Performing Arts, la Judy's Gang Dance Troupe o l'Hawaii Film Festival). La riqualificazione dell'area ha incluso anche la realizzazione nel 2005 di un parcheggio per 43 posti auto alle spalle del teatro, mentre nel 2009 l'edificio è stato dotato di un impianto d'aria condizionata.

## Emma, il fantasma del teatro
Negli ultimi anni numerosi attori hanno riferito di aver visto all'interno del teatro, in particolare nei camerini, il fantasma di una donna e di avere udito voci, porte aprirsi e chiudersi, oggetti spostarsi, emanazioni di profumi o aromi e di aver provato un inspiegabile senso di soffocamento. Nel 2012 il direttore del teatro (secondo il quale in realtà i fantasmi sarebbero due) ha chiesto l'intervento del demonologo John Zaffis e della sua squadra per indagare sui fenomeni paranormali denunciati: durante l'indagine, il team di Zaffis ha rinvenuto, dentro un contenitore tipo capsula del tempo posto all'ingresso del teatro, alcune fotografie della zona precedenti la costruzione del teatro e una pellicola amatoriale da 16 mm del 1923 in cui compare una donna che si ritiene sia un'attrice sconosciuta. Il team ha inoltre ripreso in un video quello che sembra essere il fantasma di una donna che "vola" attorno all'edificio e registrato quello che sembra essere un coro di persone. Tale indagine è stata ripresa ed è divenuta un episodio della serie Haunted Collector - Il collezionista dell'occulto, l'ultimo della 2ª stagione, intitolato Haunted Island / Ghosts of Maui e trasmesso dal canale televisivo Syfy il 29 agosto 2012.
Nonostante tutto - le foto, l'indagine di Zaffis, i video e la trasmissione televisiva - il fantasma continua ancora oggi ad infestare il teatro e l'identità della donna del filmato, cui è stato dato il nome di Emma, rimane ancora sconosciuta.

## Galleria d'immagini

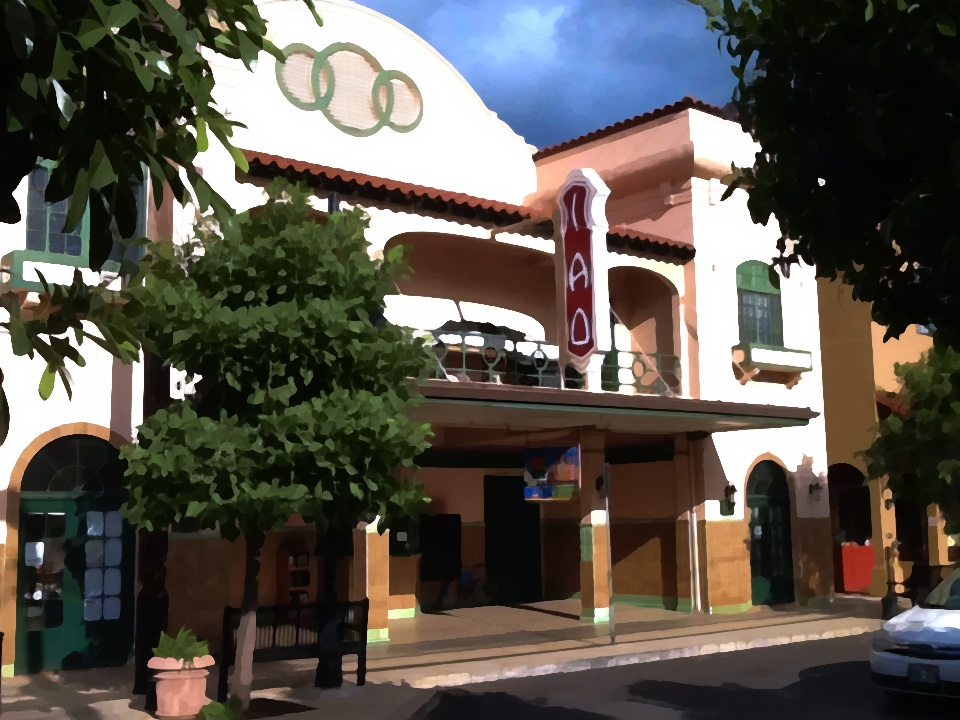
L'edificio nel 2012.
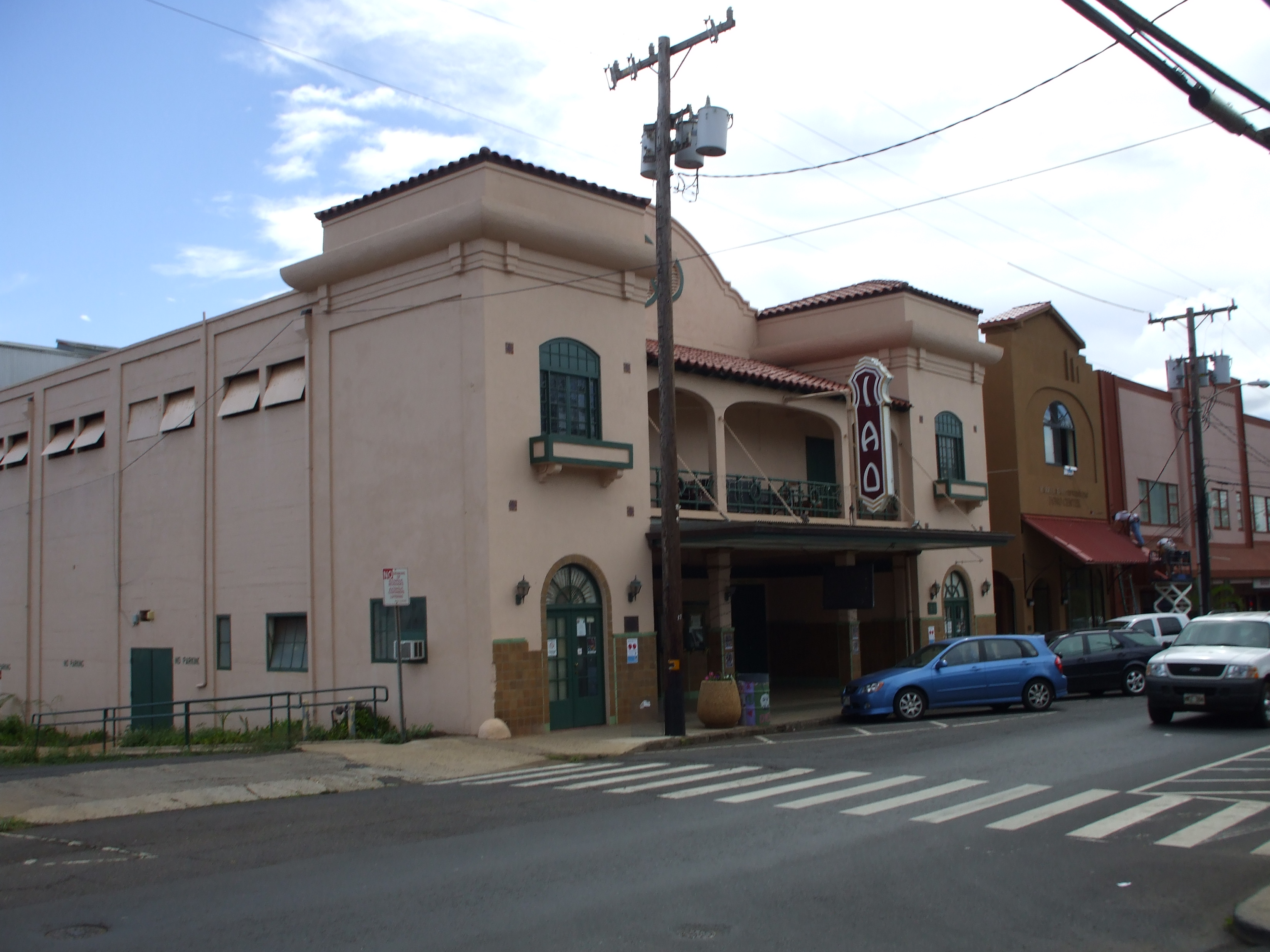
L'edificio nel 2007.
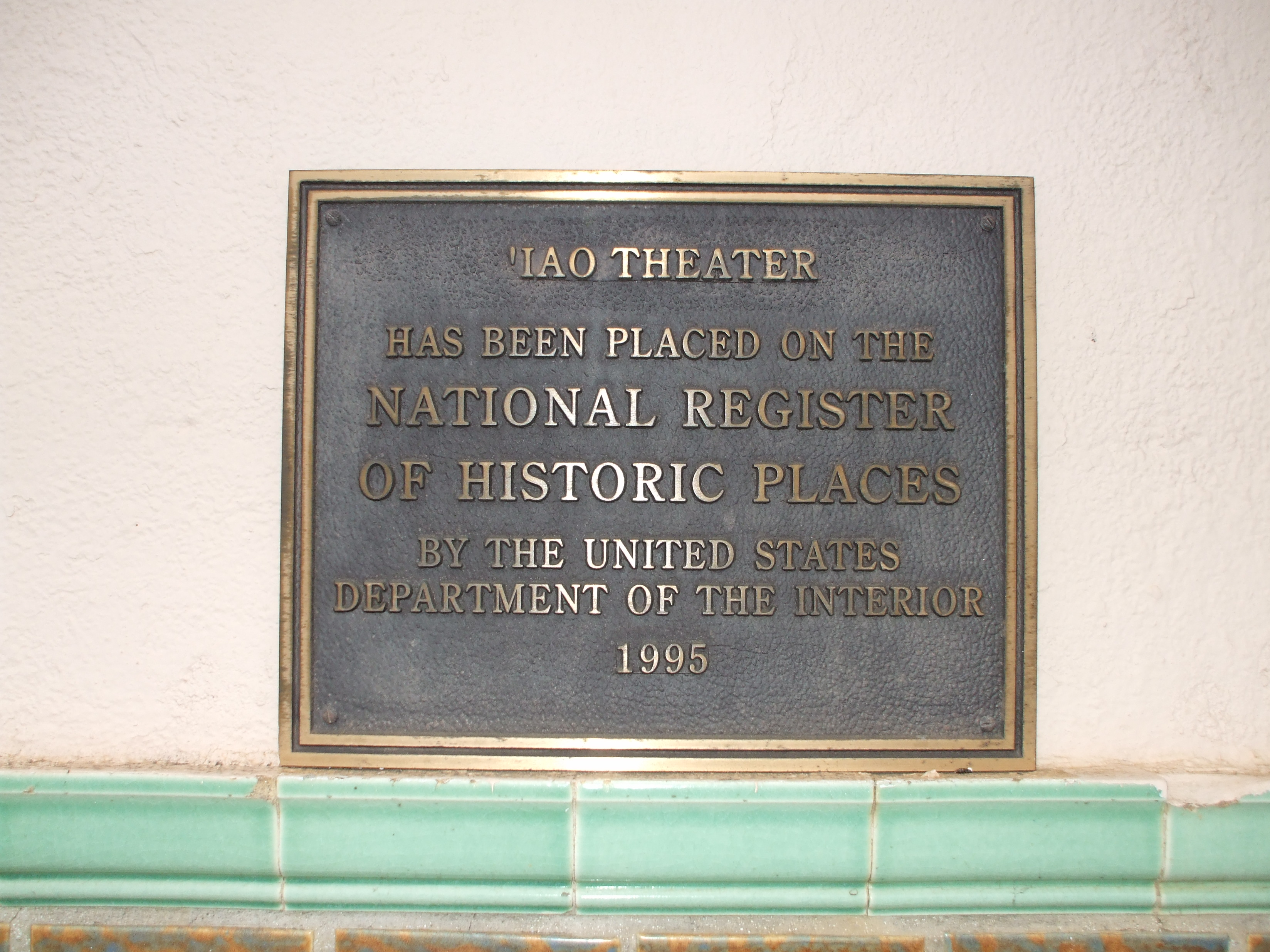
La targa del National Register (sulla facciata).
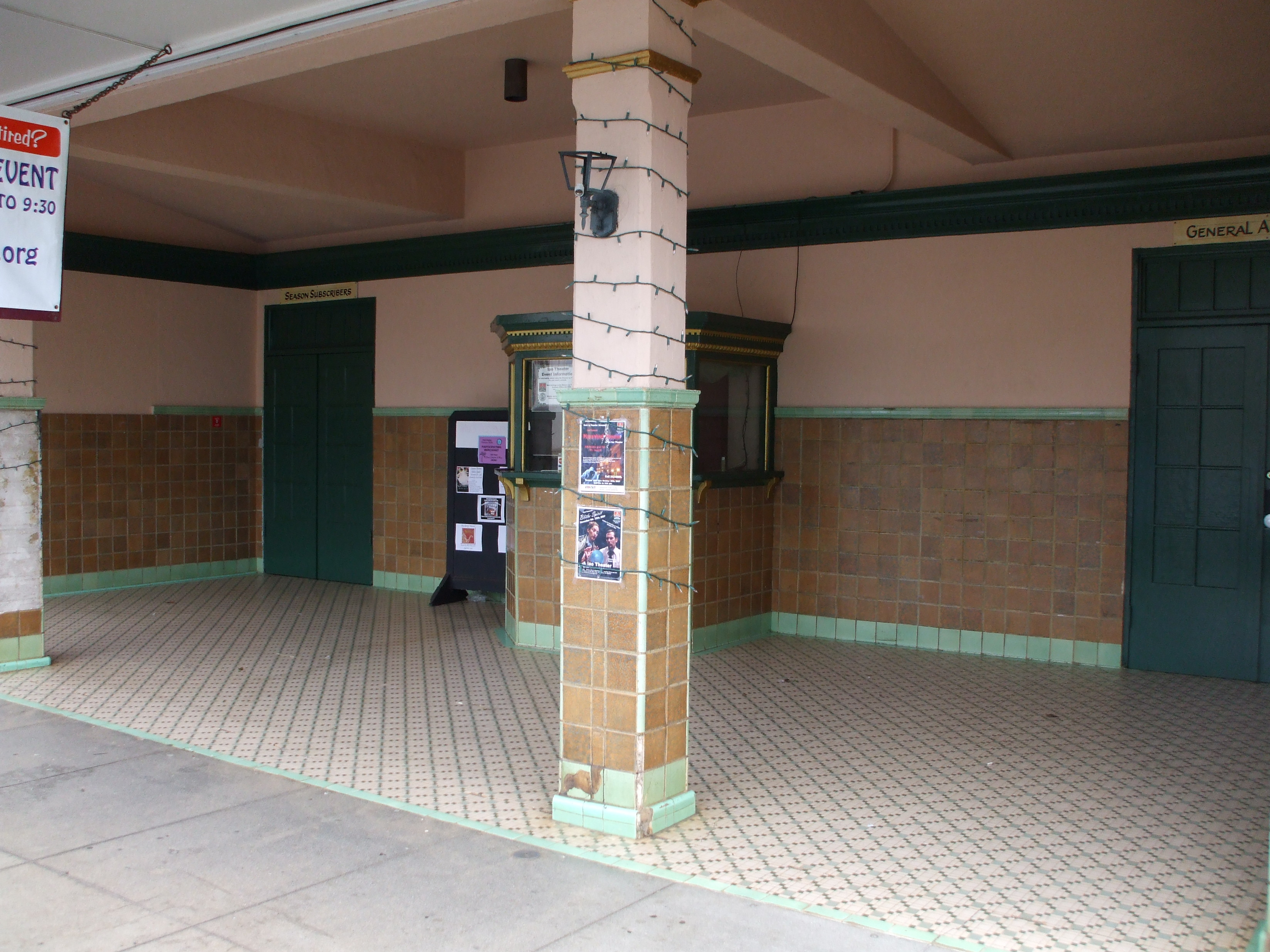
L'area della biglietteria.
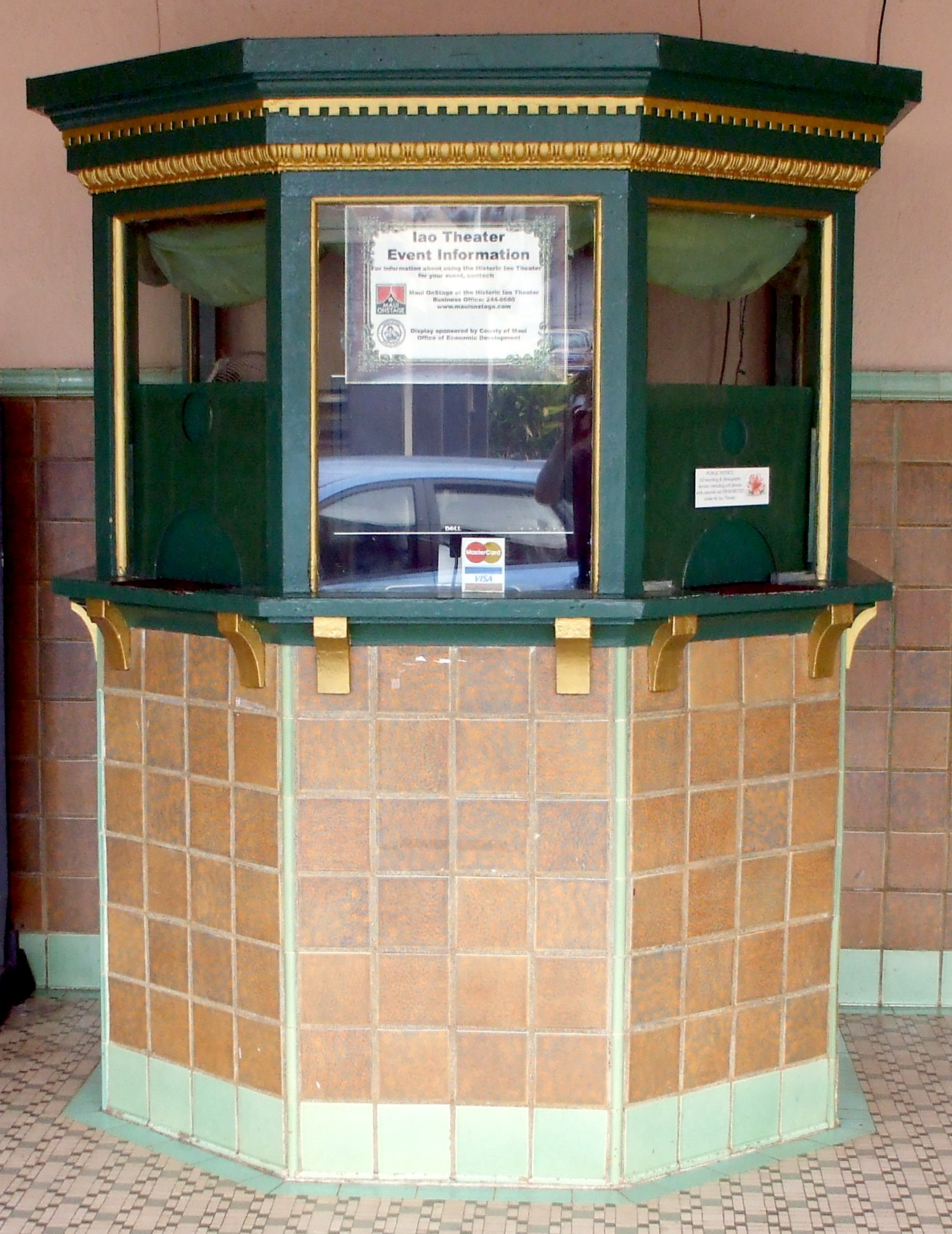
Il botteghino.